# Joyau d'Amour
Joyau d'Amour est un cheval de course de race trotteur français, né en 1997 et mort en janvier 2024.

## Carrière de courses
Fils de Viking's Way et de Taja du Vivier, ce trotteur alterne trot attelé et trot monté. Il a été élevé par Emmanuel Trussardi.

### Palmarès

#### Attelé
France
- Prix d'Europe (Gr.2, 2005)
- Grand prix du conseil général des Alpes-Maritimes (Gr.2, 2005)
- 2e Prix Louis Jariel (Gr.2, 2002)
- 2e Prix du Bourbonnais (Gr.2, 2003)
- 2e Prix de Bourgogne (Gr.2, 2006)
- 2e Prix d'Été (Gr.2, 2003, 2005)
- 2e Prix de New-York (Gr.2, 2005)

 Italie
- Gala International du trot de Rome (Gr.1, 2004)

 Belgique
- 3e Grand Prix de Wallonie (Gr.1, 2005)

#### Monté
- Prix de Cornulier (Gr.1, 2003)
- Prix des Centaures (Gr.1, 2002)
- Prix Xavier de Saint Palais (Gr.2, 2002)
- Prix Léon Tacquet (Gr.2, 2005)
- Prix Jules Lemonnier (Gr.2, 2005)
- 2e Prix de Cornulier (Gr.1, 2006)
- 3e Prix de Normandie (Gr.1, 2006)
- 3e Prix des Élites (Gr.1, 2006)

## Carrière au haras
Ses premiers produits sont des P (année 2003). Il est le père de Piombino et de Turbo Jet qui sont ses plus riches fils. À partir du début des années 2010, le taux de ses produits qualifiés diminue et l'étalon est peu à peu délaissé. Son propriétaire-éleveur, le retire en 2020 du parc des étalons, ce qui n'empêche pas l'un de ses derniers fils, Je M'Envole (2019), de s'adjuger un groupe 1, le Prix des Élites 2023.
Il meurt le 24 janvier 2024 au haras d'Auquainville.